# Unterseeboot 22 (1913)
Pour les articles homonymes, voir Unterseeboot 22.
Le sous-marin allemand Unterseeboot 22 (Seiner Majestät Unterseeboot 22 ou SM U-22), de type U 19 a été construit par la Kaiserliche Werft de Danzig, et  lancé le 6 mars 1913 pour une mise en service le 25 novembre 1913. Il a servi pendant la Première Guerre mondiale sous pavillon de la Kaiserliche Marine.

## Caractéristiques techniques
De type U 19, le SM U-22 mesurait 64,15 mètres de long, 6,10 m de large et 8,10 m de haut. Il déplaçait 650 tonnes en surface et 837 tonnes en immersion. Le système de propulsion du sous-marin était composé d'une paire de moteurs diesel à deux temps de 8 cylindres fabriqués par MAN pour une utilisation en surface, et de deux moteurs électriques à double dynamique construits par AEG pour une utilisation en immersion. Le SM U-21 et ses bateaux jumeaux ont été les premiers sous-marins allemands à être équipés de moteurs diesel. Les moteurs électriques étaient alimentés par un banc de deux batteries de 110 cellules. Le SM U-21 pouvait naviguer à une vitesse maximale de 15,4 nœuds (28,5 km/h) en surface et de 9,5 nœuds (17,6 km/h) en immersion. La direction était contrôlée par une paire d'hydroplanes à l'avant et une autre paire à l'arrière, et un seul gouvernail.
Le SM U-22 était armé de quatre tubes torpilles de 50 centimètres (19,7 pouces), qui étaient fournis avec un total de six torpilles. Une paire de tubes était située à l'avant et l'autre à l'arrière. Elle était initialement équipée d'une mitrailleuse pour une utilisation en surface; à la fin de 1914, celle-ci a été remplacée par un canon SK L/30 de 8,8 cm (3,5 in). En 1916, un deuxième canon de 8,8 cm fut ajouté. Le SM U-22 avait un équipage de quatre officiers et vingt-cinq marins enrôlés.

## Histoire
Le 20 janvier 1915, le SM U-7 quitte le port d'Emden en direction de l'Ouest. Ce jour-là, il y avait une forte houle, si bien que le SM U-22, sous le commandement du Kapitänleutnant Bruno Hoppe, quitte sa position au large des côtes anglaises pour retourner à Emden. Le jour suivant, les deux bateaux se sont rencontrés en vue au Nord d'Ameland, au large des côtes néerlandaises. En raison des mauvaises conditions de visibilité, Hoppe n'a pas réalisé qu'il s'agissait d'un bateau allemand.

Le SM U-22 envoie un signal de reconnaissance, qui est resté sans réponse du SM U-7. Le SM U-7 a plutôt essayé de partir à une vitesse croissante. Un autre signal du SM U-22 n'a pas non plus été répondu.

Après qu'un troisième signal est resté sans réponse, Hoppe fait tirer deux torpilles, dont l'une touche le SM U-7 à la hauteur de la tour de commandement (kiosque). Le sous-marin coule immédiatement à la position géographique de 53° 43′ N, 6° 02′ E. Un seul membre d'équipage, qui a pu quitter le bateau en train de couler, a été secouru par le SM U-22. Ce n'est qu'après le sauvetage du seul survivant que Hoppe a reconnu son erreur capitale .
Le 6 avril 1917, le SM U-22 heurte une mine britannique en mer du Nord à Horns Rev, un banc de sable au large de Blåvand, sur la côte Ouest du Jutland. Cette mine était l'une des 1 235 mines posées par trois mineurs britanniques le long du chemin de fuite entre les champs de mines allemands. Bien que l'arrière du sous-marin a été complètement détruit par l'explosion de la mine, le SM U-22 peut être remorqué par un torpilleur allemand. Le sous-marin est réparé et est utilisé jusqu'à la fin de la guerre.
Après la fin de la guerre, le SM U-22 est livré à la Grande-Bretagne le 1er décembre 1918 et est mis au rebut dans les années d'après-guerre 1919 et 1920 à Blyth .

## Commandants
- Kapitänleutnant (Kptlt.) Bruno Hoppe du 23 novembre 1913 au 22 août 1916
- Oberleutnant zur See (Oblt.) Karl Scherb du 23 août 1916 au 31 mai 1917
- Oberleutnant zur See (der Reserve) (Oblt. (R)) Hinrich Hermann Hashagen

 du 1er juin 1917 au 11 novembre 1918

## Flottilles
- Flottille III du 1er août 1914 au 23 août 1916
- Flottille de la Baltique du 23 août 1916 au 16 mars 1917
- Flottille III du 16 mars 1917 au 11 novembre 1918

## Patrouilles
Le SM U-22 a effectué 14 patrouilles pendant son service.

## Palmarès
Le SM U-22 a coulé 43 navires marchands pour un total de 46 550 tonneaux, endommagé 3 navires marchands pour un total de 8 988 tonneaux et réalisé une prise de guerre de 1 170 tonneaux.
| Date               | Nom du navire                 | Nationalité        | Tonnage | Fait                               |
| ------------------ | ----------------------------- | ------------------ | ------- | ---------------------------------- |
| 21 janvier 1915    | SM U-7                        | Kaiserliche Marine |         | Coulé par accident par un tir ami) |
| 21 avril 1915      | Ruth                          | Suède              | 867     | Coulé                              |
| 22 avril 1915      | St. Lawrence                  | Royaume-Uni        | 196     | Coulé                              |
| 15 juin 1915       | Strathnairn                   | Royaume-Uni        | 4 336   | Coulé                              |
| 16 juin 1915       | Trafford                      | Royaume-Uni        | 215     | Coulé                              |
| 16 juin 1915       | Turnwell                      | Royaume-Uni        | 4 264   | Endommagé                          |
| 20 juin 1915       | Premier                       | Royaume-Uni        | 169     | Coulé                              |
| 8 août 1915        | India                         | Royal Navy         | 7 940   | Coulé                              |
| 12 août 1915       | Grodno                        | Royaume-Uni        | 1 955   | Coulé                              |
| 6 avril 1916       | Vennacher                     | Royaume-Uni        | 4 700   | Endommagé                          |
| 8 avril 1916       | Adamton                       | Royaume-Uni        | 2 304   | Coulé                              |
| 13 avril 1916      | Chic                          | Royaume-Uni        | 3 037   | Coulé                              |
| 21 juin 1916       | Francoise D’amboise           | France             | 1 973   | Coulé                              |
| 2 novembre 1916    | Vanadis                       | Empire russe       | 384     | Coulé                              |
| 2 novembre 1916    | Runhild                       | Suède              | 1 170   | Capturé comme prise de guerre      |
| 3 novembre 1916    | Ägir                          | Suède              | 427     | Coulé                              |
| 3 novembre 1916    | Frans                         | Suède              | 134     | Coulé                              |
| 3 novembre 1916    | Jönköping                     | Suède              | 82      | Coulé                              |
| 8 novembre 1916    | Taimi                         | Empire russe       | 134     | Coulé                              |
| 11 novembre 1916   | Astrid                        | Suède              | 191     | Coulé                              |
| 7 août 1917        | Jarl                          | Suède              | 1 643   | Coulé                              |
| 11 octobre 1917    | Elve                          | Royaume-Uni        | 899     | Coulé                              |
| 16 octobre 1917    | Jennie E. Righter             | États-Unis         | 647     | Coulé                              |
| 17 octobre 1917    | California                    | Royaume-Uni        | 5 629   | Coulé                              |
| 19 octobre 1917    | Australdale                   | Australie          | 4 379   | Coulé                              |
| 19 octobre 1917    | Staro                         | Norvège            | 1 805   | Coulé                              |
| 20 octobre 1917    | Snetinden                     | Norvège            | 2 859   | Coulé                              |
| 6 janvier 1918     | Saint Mathieu                 | Marine nationale   | 175     | Coulé                              |
| 2 mars 1918        | Stina                         | Suède              | 1,136   | Coulé                              |
| 11 mai 1918        | Michail                       | Empire russe       | 150     | Coulé                              |
| 12 mai 1918        | Kong Raud                     | Norvège            | 60      | Coulé                              |
| 12 mai 1918        | Tennes                        | Norvège            | 58      | Coulé                              |
| 12 mai 1918        | Vea                           | Norvège            | 40      | Coulé                              |
| 14 mai 1918        | Stairs                        | Norvège            | 54      | Coulé                              |
| 16 mai 1918        | Polarstrommen                 | Norvège            | 54      | Coulé                              |
| 16 mai 1918        | Fedor Tschishoff              | Empire russe       | 832     | Coulé                              |
| 16 mai 1918        | Bateau de pêche non identifié | Empire russe       | 80      | Coulé                              |
| 19 mai 1918        | Forsok                        | Norvège            | 31      | Coulé                              |
| 20 mai 1918        | Hertha                        | Empire russe       | 253     | Coulé                              |
| 19 août 1918       | Buoni Amici                   | Royaume d'Italie   | 265     | Coulé                              |
| 20 août 1918       | Magalhaes Lima                | Portugal           | 196     | Coulé                              |
| 22 août 1918       | Maria Luiza                   | Portugal           | 148     | Coulé                              |
| 31 août 1918       | Norte                         | Portugal           | 254     | Coulé                              |
| 1er septembre 1918 | Libertador                    | Portugal           | 185     | Coulé                              |
| 4 septembre 1918   | Santa Maria                   | Portugal           | 48      | Coulé                              |
| 4 septembre 1918   | Villa Franca                  | Portugal           | 46      | Coulé                              |
| 4 septembre 1918   | Unnamed Barge                 | Portugal           | 300     | Coulé                              |
| 4 septembre 1918   | Bateau non identifié          | Portugal           | 80      | Endommagé                          |